# Nikoline (rapper)
Nikoline (født Nikoline Vicic Rasmussen ) er en dansk rapper, instruktør multiinstrumentalist og fysiker. Hun er kendt for sine debatskabende rap-sange og tilhørende videoer med et politisk indhold. Nikoline er uddannet klassisk guitarist fra Syddansk Musikkonservatorium og har desuden en kandidat i fysik fra Københavns Universitet.

## Kunstneriske karriere

### Musik
Hun var med i gruppen Swoosh, der lavede eksperimenteredne og punket trashpop. Gruppen udgav albummet Multicolour, som bl.a. indeholer de tre sange engelsksprogede sange "Ketchup", "NOCMMC" og "Your Ass" som alle blev undergrundshit. 
Solokarrieren begyndte i 2017, hvor hun udsendte sangene "Tæsk til alle" og "Flertallet er dumme". I 2018 udkom "Sut Min Klit" og EP'en Svesken på disken. "Sut Min Klit" var med i filmen Ditte & Louise, og de to kvinder bag denne film, Ditte Hansen og Louise Mieritz medvirkede i videoen til sangen sammen med andre kendte personer som modellen Oliver Bjerrehuus, filmmanden Peter Aalbæk og pardodier på de mandlige rappere L.O.C., Jokeren og Suspekt. "Sut Min Klit" lå nummer 1 på Denmark Viral 50 playlisten på Spotify[kilde mangler] og blev nomineret til Robert-prisen 2019 for "Årets originale sang" til filmen Ditte & Louise.
I 2019 udkom sangen og tilhørende musikvideo "Danskhed" som spidder den danske dobbeltmoral og er et multietnisk perspektiv på det mest omdiskuterede og misbrugte ord i leksikonet. I Videoen bader Nikoline bl.a. sig i brun sovs og flæskesteg, sætter Folketinget udsalg i red light district og Knud Romer står i front for et folkeligt oprør. 
i 2020 udgav Nikoline nummeret "Gourmet". I den dertilhørende video udfolder Nikoline det kvindelige begær. Videoen er et opgør med samfundets forsøg på at tæmme og reducere kvinders seksualitet til at være noget passivt modtagende med luder/madonna-komplekser og systematisk udskamning. Lars Von Trier, Mathias Broe, Sara Hjort Ditlevsen og Dragperformeren Tinus medvirkede nøgne i videoen. 
Soundvenue skriver, at Nikoline har gjort protestsangen "brændende aktuel og provokerende igen".

### Teater
I efteråret 2023 havde Nikoline sin scenekunstneriske debut på Husets Teater med den musikdramatiske forestillingen Made in Yugoslavia. Forestillingen omhandler et polariseret samfund og det multietniske individs længsel efter samhørighed. Anmeldelserne kaldte forestillingen "aktuel og nødvendig" og "den scenekunst fællesskabet har brug for".
Nikoline skrev manuskriptet til forestillingen, komponerede musikken og udviklede scenografien i samarbejde med Petruska Miehe-Renard. Johan Klint var instruktør. 

## Debattør
Udover sin kunsteriske karriere har Nikoline udmærket sig som samfundsdebattør, hvor hun ikke kun kæmper for ligestilling, men også for et forbedret og mere frit demokrati. Således nævnte tidligere direktør for KØN, Julie Rokkjær Birch, Nikoline som en del af de 5 danske kvinder, der går over i historien for at have stået i spidsen for at skubbe til grænserne for synet på kvinders seksualitet.

## Priser og nomineringer
- Vinder af Queering the Pitch på filmfestivalen MIX CPH (2022)
- Vinder af Agnes Henningsen Prisen (2018)
- EKKO Shortlist og Publikum Prisen for musikvideoen Gourmet (2020)
- Robert Prisen for bedste originale filmmusik for Sut Min Klit til filmen Ditte & Louise (2019)
- GAFFA prisen for Årets Nye navn (2019)